# ویلامارشان
"ویلامارشان" یا به اسپانیایی "ویامارچانته" (به اسپانیایی: Villamarchante) یک دهستان در اسپانیا است که در Camp de Túria واقع شده‌است. ویلامارشان ۷۱٫۱ کیلومتر مربع مساحت و ۸٬۷۶۷ نفر جمعیت دارد و ۱۶۰ متر بالاتر از سطح دریا واقع شده‌است.